# Kawakami
Kawakami (jap. 川上村 Kawakami-mura) – wieś w Japonii, na wyspie Honsiu, w prefekturze Nara. Według danych na rok 2020 miejscowość zamieszkiwało 1 156 mieszkańców , a gęstość zaludnienia wyniosła 4,3 os./km².